# VVC Brasschaat
 VVC Brasschaat is een Belgische voetbalclub uit Brasschaat met alleen dames-elftallen. 

## Geschiedenis
VVC Brasschaat werd opgericht onder de vleugels van KSOC Maria-ter-Heide (MTH) binnen stamnummer 3182 in het jaar 2002.  Na zo’n 8 seizoenen in 3e provinciale konden we onze 1e kampioenstitel vieren.  De damesploeg had de smaak te pakken en kon nog onmiddellijk zo’n 2 keer achter elkaar provomeren.  Zo speelden de troepen onder leiding van coach Rian Adriaensen in het seizoen van 2010-2011 voor het eerst in 1e provinciale.
Na 2 opeenvolgende bekerfinales konden we de titel pakken in 2015.  Voor het eerst mochten we onze opwachting maken in de nationale reeksen.  Rian Adriaensen ,die maar liefst 14 opeenvolgende seizoenen coach was van onze hoogste damesploeg, nam afscheid als coach van de club.  Weliswaar bleef hij verder actief binnen de club als sportieve verantwoordelijke en later als gerechtelijk correspondent.
Sinds 2015 bevinden we ons voor het eerst in de nationale reeksen van het vrouwenvoetbal.  Vandaag de dag heet dit de Interprovinciale Reeks van het vrouwenvoetbal.  Dit is het 3e hoogste niveau in België. 
In 2019 wilden we onafhankelijk worden als club en zo werd VVC Brasschaat geboren onder stamnummer 9715.  Deze onafhankelijkheid resulteerde in een exclusieve dames -en meisjes club waarbij alle aandacht, budget en sportief beleid enkel gericht kon worden op de leden binnen de club.  We wilden geen nadelen meer ondervinden ivm de jongensjeugdwerking en/of senior herenwerking.  Dit gebeurde in alle sereniteit met onze vroegere partnerclub MTH.  Hierdoor kunnen we budgettair verantwoord sportief sterke en kwalitatieve trainers rekruteren tov een meer dan betaalbaar lidmaatschap. Ook vrouwen verdienen een meer dan degelijke begeleiding en structuur.
Vandaag de dag spelen we nog altijd met onze Dames A in de interprovinciale reeks. Sinds onze deelname in de nationale reeksen behaalden we meestal een plekje rond de 5e of 6e plaats.  Intussen zijn we een stabiele club die al meer dan 10 seizoenen op een meer dan degelijk niveau acteert. 
Volgend seizoen (2025-2026) wordt een speciaal seizoen voor onze club.  We starten aan ons 25e seizoen in het vrouwenvoetbal. Dit wordt dus een heus jubileumjaar waarbij we trots kunnen aankondigen dat we al die seizoenen maar slechts 8 hoofdcoaches hebben gehad én dat we al meer dan 10 seizoenen vertoeven in de nationale reeksen. We zijn ook trots op het feit dat er meerdere speelsters zijn kunnen doorgroeien naar het hoogste niveau in de het vrouwenvoetbal.  Er zaten zelfs enkele Red Flames bij.
Daarmee kunnen we onderstrepen dat onze club dé ideale opleidingsclub én doorstroomclub is voor jonge talentvolle speelsters die de ambitie hebben om door te groeien naar het hoogste niveau.  Speelsters die terugzakken uit de hoogste vrouwenvoetbalcompetities voelen zich bij ons op de club ook goed. Zij ervaren een meer dan degelijk trainingsritme en kunnen dit vaak combineren met hun professionele activiteiten. Het is dan ook als speelster uitdagend genoeg om te kunnen aantreden in de nationale reeksen.
Uiteraard blijven fun en ambitie na al die succesvolle jaren nog onze 2 kernwaarden.

### Seizoenen A-ploeg Vrouwen
| Seizoen | Reeks              | Niveau | Plaats | Punten | Beker        | Opmerkingen                          |
| ------- | ------------------ | ------ | ------ | ------ | ------------ | ------------------------------------ |
| 2019/20 | Tweede klasse A    | 3      | 4      | 25     | Vierde ronde |                                      |
| 2020/21 | Tweede klasse A    | 3      | -      | -      | -            | Competitie geschrapt wegens Covid-19 |
| 2021/22 | Tweede klasse B    | 3      | 5      | 41     | Vierde ronde |                                      |
| 2022/23 | Tweede klasse A    | 3      | 9      | 32     | Derde ronde  |                                      |
| 2023/24 | Interprovinciale B | 3      | 4      | 35     | Tweede ronde |                                      |
| 2024/25 | Interprovinciale B | 3      | 6      | 38     | Tweede ronde |                                      |
| 2025/26 | Interprovinciale B | 3      |        |        |              |                                      |